# Sandra Pierantozzi

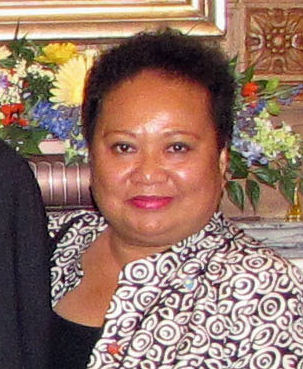
Sandra Pierantozzi.

Sandra Sumang Pierantozzi (nacida el 9 de agosto de 1953) es una política de Palaos. Fue vicepresidente de Palaos desde 2001 hasta el 1 de enero de 2005.
Pierantozzi fue derrotada por Camsek Chin el 2 de noviembre de 2004 en la elección para vicepresidente.